# Zarubino (Kraj Permski)
Zarubino (ros. Зарубино) – wieś (sieło) w Rosji, w Kraju Permskim, w rejonie kungurskim. W 2010 liczyła 541 mieszkańców, wśród których 524 zadeklarowało narodowość rosyjską, 5 ukraińską, 3 mołdawską, 5 uzbecką, a 3 komi-permiacką.